# LAGEOS

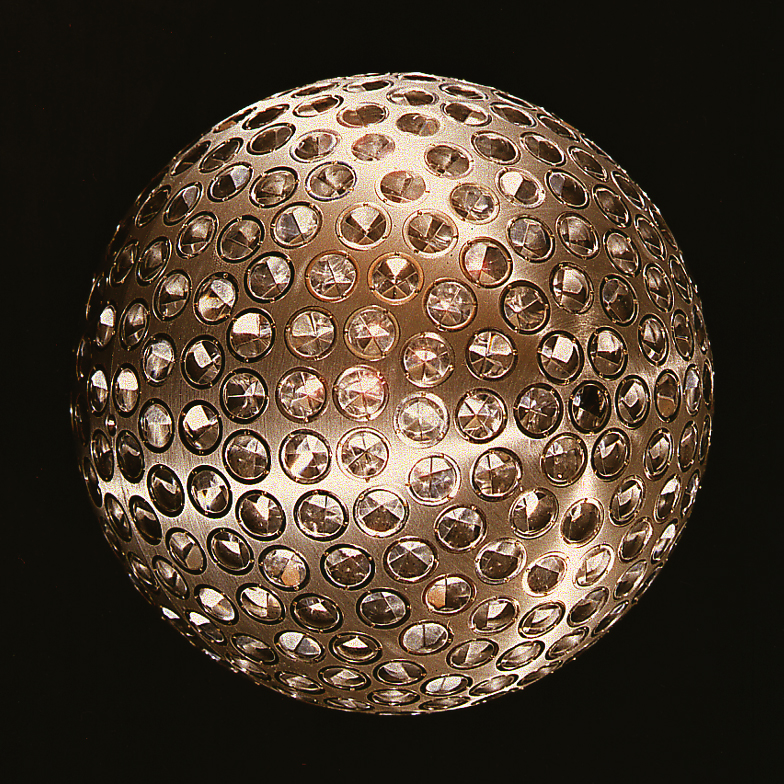
LAGEOS

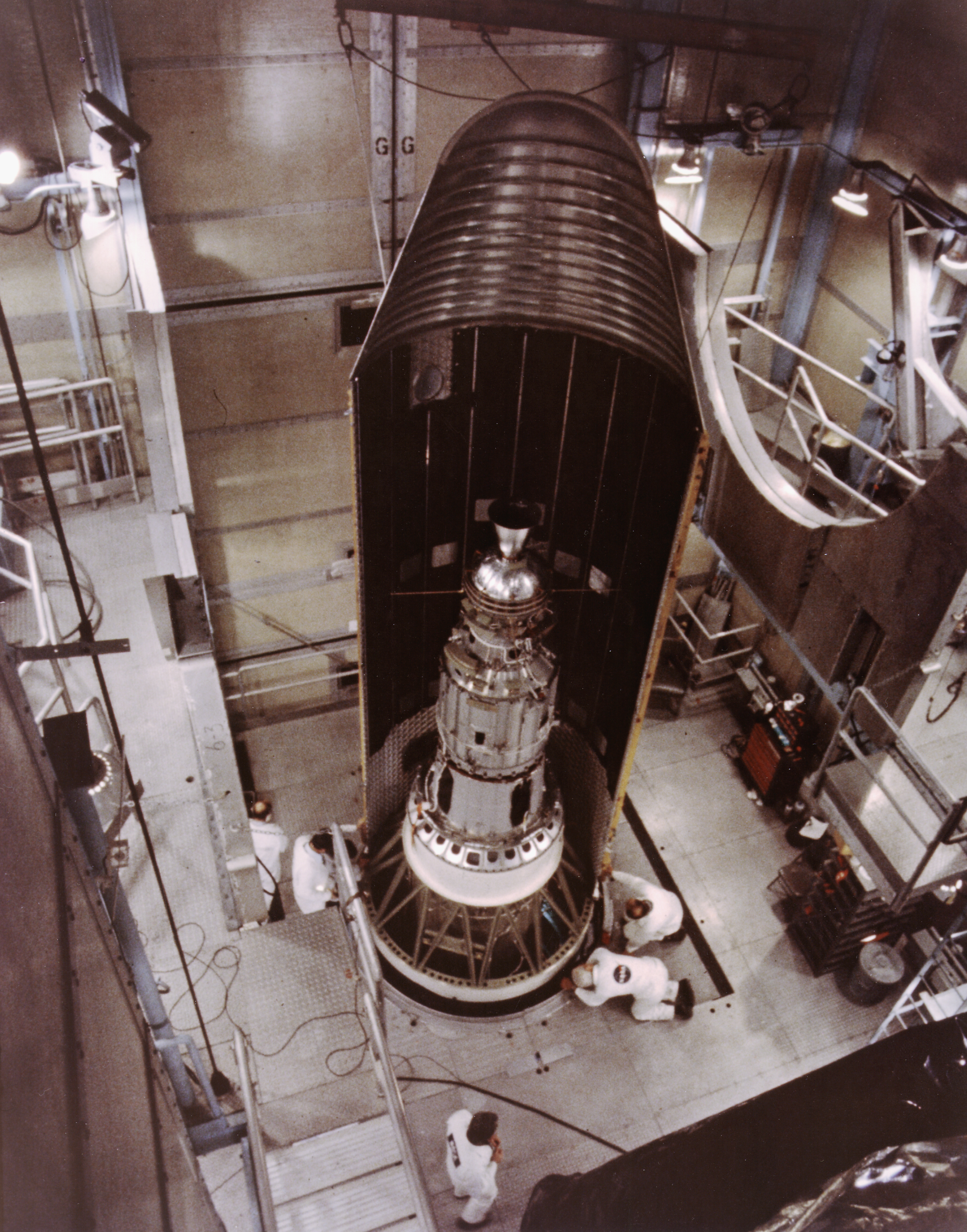
Startvorbereitungen von LAGEOS 1

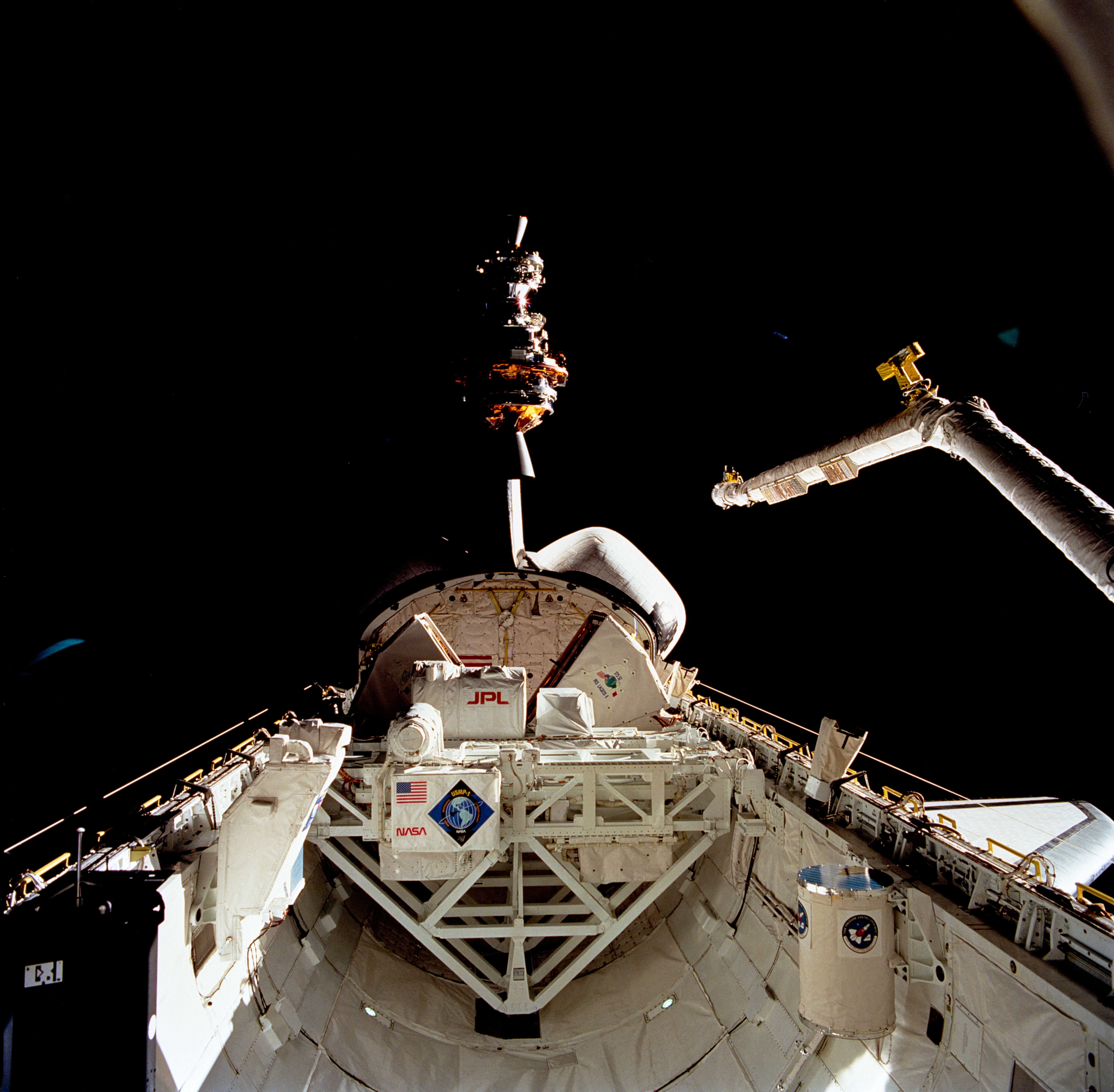
LAGEOS 2 verlässt die Nutzlastbucht der Columbia. Die IRIS-Oberstufe mit der Triebwerksdüse ist deutlich erkennbar.

LAGEOS (Laser Geodynamics Satellite) ist der Name von zwei der wichtigsten Lasersatelliten der höheren Geodäsie. Ihre Hauptanwendungsgebiete sind die Bestimmung von tektonischen Plattenbewegungen und regionalen Krustenverschiebungen, die Bestimmung von Polbewegung und Erdrotationsparameter sowie die Festlegung eines geodätischen Bezugssystems.
Die LAGEOS-Satelliten haben die Gestalt einer Kugel, die 426 Laserreflektoren trägt. 422 Reflektoren bestehen aus Quarzglas. Diese werfen auftreffendes Licht genau in die Einfallsrichtung zurück und erlauben im Wege des Satellite Laser Ranging (SLR) eine genaue Distanzmessung zwischen terrestrischen Observatorien und dem Satelliten. Vier Reflektoren sind aus Germanium und dienen Messungen der Reflektivität und der Lageausrichtung des Satelliten im Infrarotbereich. Die dabei eingesetzte Laufzeitmessung erfolgt nach Empfang des Licht-Echos durch ein Teleskop durch einen von den Photonen ausgelösten Intervallzähler.

## LAGEOS 1
Der von der NASA gebaute erste LAGEOS-Satellit startete am 4. Mai 1976 von Cape Canaveral auf einer Delta-2913 in den Orbit. Der Satellit selbst war in einem Schutzgehäuse untergebracht, auf dem sich ein Star-24-Apogäumsmotor zur Zirkularisierung des Orbits befand.
Durch einen Kern aus massivem Messing und einer Hülle aus Aluminium hat er eine Masse von 406,965 kg. Der Satellit ist komplett passiv und alle Materialien sind nichtmagnetisch. Es gibt keinerlei elektrische oder bewegliche mechanische Komponenten. Zusammen mit dem geringen Durchmesser von etwa 60 cm haben nicht-gravitative Störkräfte nur einen geringen Einfluss auf die Umlaufbahn. Daher ist seine Bahn außerordentlich stabil und kann zur genauen Bestimmung von übergeordneten Vermessungspunkten und des Fundamentalsystems der Geodäsie und Astronomie verwendet werden.
LAGEOS-1 hat eine Bahnhöhe zwischen 5845 und 5955 km und eine Inklination von 109,9°. Die Umlaufzeit um die Erde beträgt 225 Minuten.

## LAGEOS 2
Der zweite LAGEOS-Satellit wurde von der italienischen Raumfahrtbehörde ASI in Zusammenarbeit mit NASA gebaut und ist eine nahezu exakte Kopie des ersten LAGEOS-Satelliten. Er hat einen Durchmesser von 60 cm bei einem etwas geringerem Gewicht von 405,38 kg. Der Satellit wurde zusammen mit der italienischen Oberstufe IRIS am 22. Oktober 1992 von der NASA im Rahmen der Space-Shuttle-Mission STS-52 ins All gebracht.
Der Satellit hat eine Umlaufbahn zwischen 5623,7 km und 5958,1 km und eine Inklination von 52,7° bei einer Umlaufperiode von 222,5 Minuten.

## Die LAGEOS-Plaketten

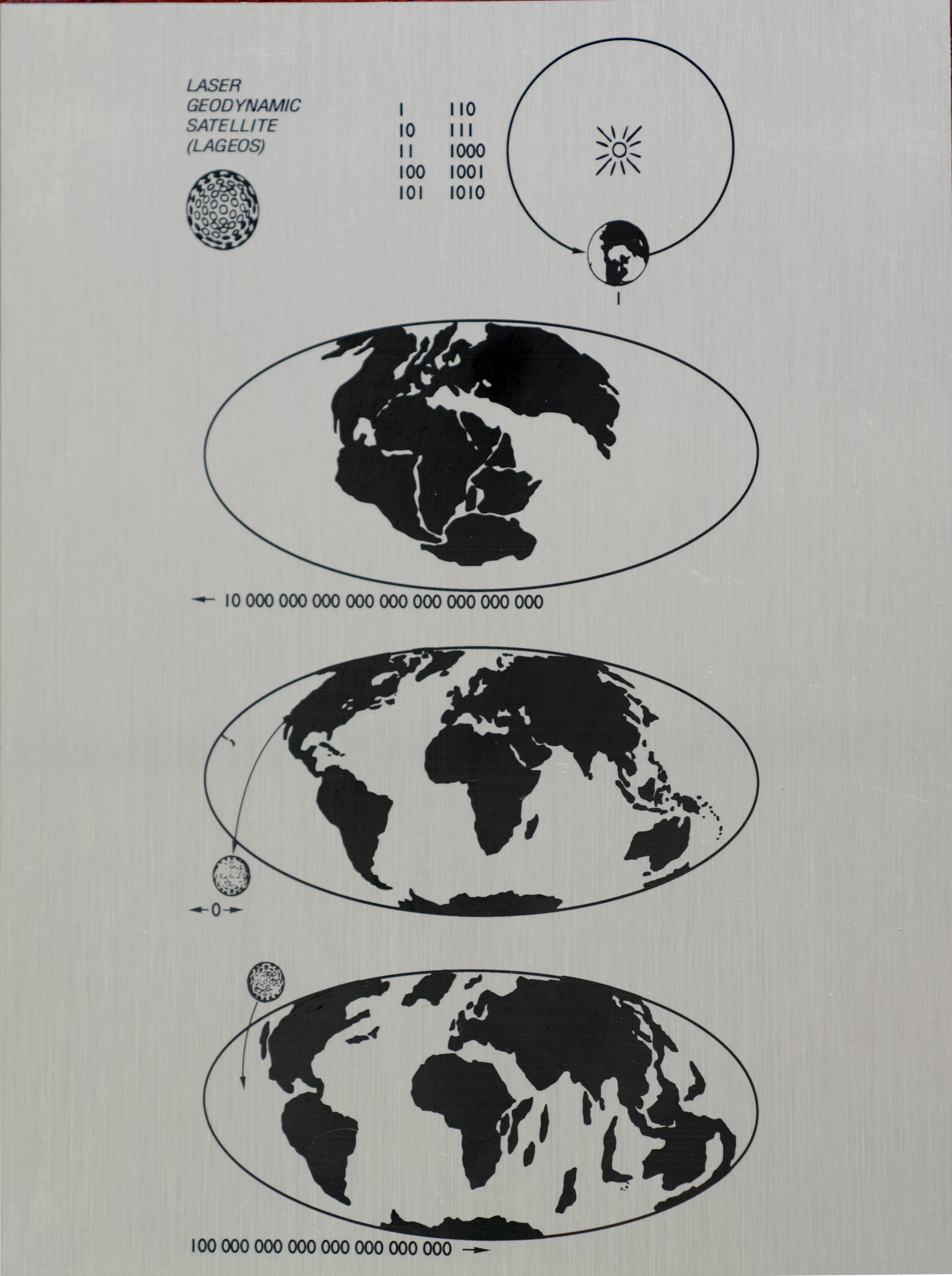
Die LAGEOS-Plaketten, entworfen von Carl Sagan

Aufgrund der hohen und äußerst stabilen Umlaufbahn der LAGEOS-Satelliten sollen diese erst in etwa 8 Millionen Jahren wieder in die Erdatmosphäre eintreten. Aus diesem Grund befördern beide Satelliten eine 18 cm breite und 10 cm hohe Plakette aus rostfreiem Stahl, welche die Kontinentaldrift darstellt und damit einem eventuellen Finder in der Zukunft Informationen über den Zweck des Satelliten geben soll. Weiterhin befindet sich auf den Plaketten ein auf Binärzahlen basierendes Zählsystem und ein menschlicher Handabdruck.

## Sonstiges
Die Analyse der Bahndaten der LAGEOS-Satelliten lieferte auch Erkenntnisse für den Nachweis des Lense-Thirring-Effekts.
Es gibt eine Reihe weiterer Satelliten mit ähnlichem Aufbau, beispielsweise LARES. Durch Vergleich der Messungen mit diesen Satelliten können die Ergebnisse weiter verbessert werden.